# Iwan Iwanowitsch Lepjochin

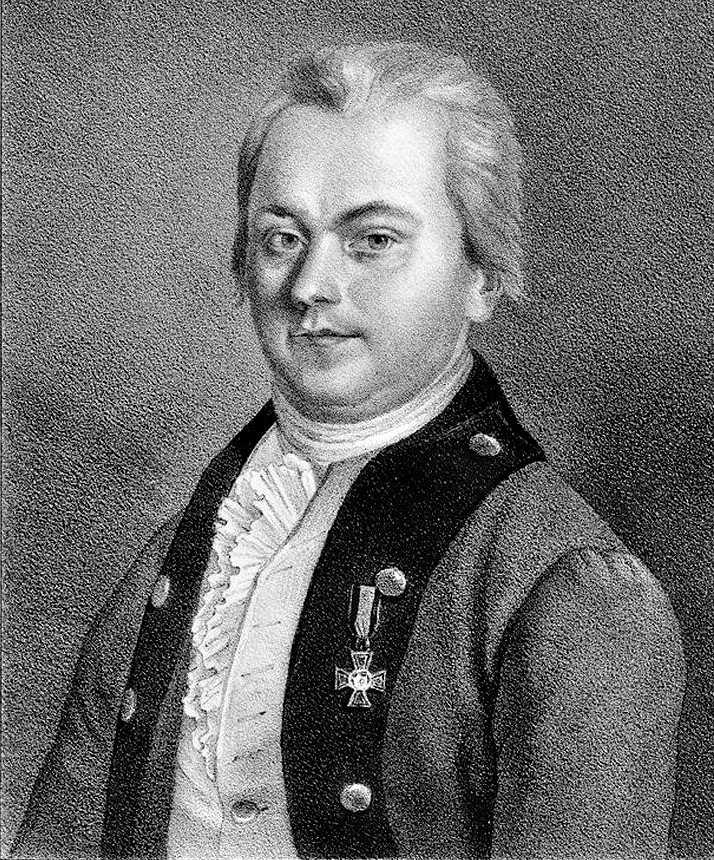
Iwan Lepjochin

Iwan Iwanowitsch Lepjochin (russisch Иван Иванович Лепёхин, wiss. Transliteration Ivan Ivanovič Lepëchin; * 10. Septemberjul. / 21. September 1740greg. in Sankt Petersburg; † 6. Apriljul. / 18. April 1802greg. ebenda) war ein russischer Arzt, Botaniker, Zoologe und Forschungsreisender. Sein botanisches Autorenkürzel lautet „Lepech.“

## Leben und Wirken
Lepjochin bereiste das Küstengebiet zwischen Weißem Meer und der Halbinsel Kanin und erkundete die Lebensverhältnisse der Bevölkerung sowie die Tier- und Pflanzenwelt. 1771 wurde er Professor an der Kaiserlichen Akademie der Wissenschaften in Sankt Petersburg, deren Mitglied er zugleich wurde.

## Ehrungen
Die Pflanzengattungen Lepechinia Willd. aus der Familie der Lippenblütler (Lamiaceae) sowie Lepechiniella Popov aus der Familie der Raublattgewächse (Boraginaceae) sind zu seinen Ehren benannt worden.
Außerdem ist er Namensgeber für den Lepjochin-Gletscher in der Antarktis.

## Werke
- Herrn Iwan Lepechin, der Arztneykunst Doktor und der Akademie der Wissenschaften zu Petersburg Adjunktus, Tagebuch der Reise durch verschiedene Provinzen des russischen Reiches. Aus dem Russischen übersetzt von Christian Heinrich Hase. In der Richterschen Buchhandlung, Altenburg, 1774–1783. Digitalisat